# Леснорядский переулок
Лесноря́дский переулок — улица в Красносельском районе Центрального административного округа города Москвы. Проходит от Гавриковой улицы до Митьковской соединительной ветви.

## Название
Леснорядский переулок был сформирован в 1930 году после объединения Малого и Большого Леснорядских переулков. Название же бывших переулков, так же как и Леснорядской улицы, возникло в XIX веке по их близости к Лесному ряду, где шла торговля пиломатериалами.

## Описание
Переулок начинается от внешней стороны Третьего транспортного кольца у Русаковской эстакады и Гавриковой улицы напротив 2-го Нового переулка. Он проходит на северо-восток параллельно Русаковской улице, направо отходит Московско-Казанский переулок, затем Леснорядский переулок пересекают Леснорядская и 2-я Леснорядская улицы и, наконец, налево отходит Газовский переулок, заканчивается в промзоне у Митьковской соединительной линии.

## Здания и сооружения
по нечётной стороне:
по чётной стороне:

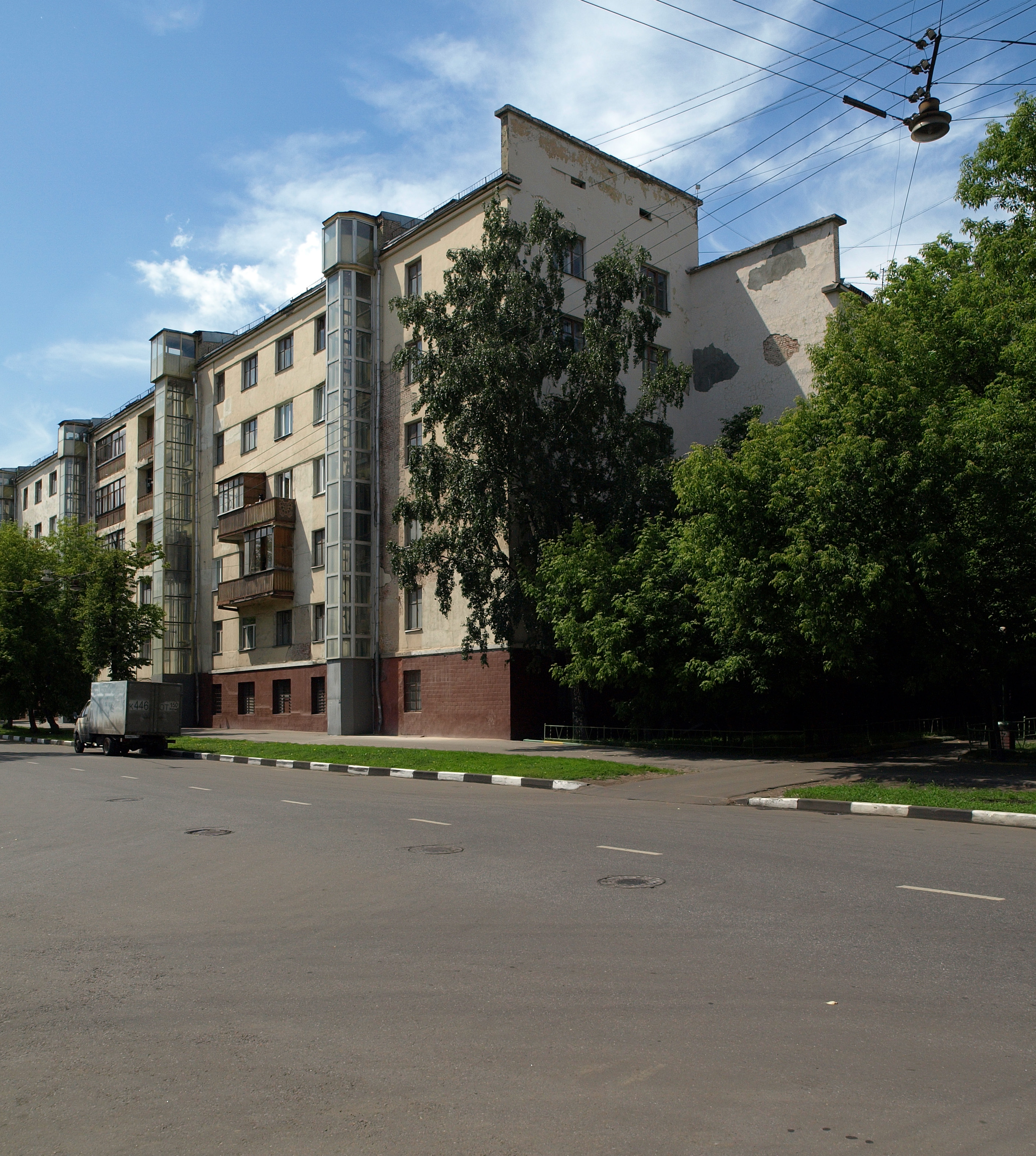
Дом № 8.

- Дом 10, строение 2 — Торгтехстройсервис; кафе «Альф»;
- Дом 18, строение 2 — ГК «ДМ-Distribution»;
- Дом 18, строение 10 — агентство печати «Московский Запад»; Центр прессы.